# 国会进步党团会议
国会进步党团会议（英語：Congressional Progressive Caucus，缩写为CPC）是美国国会中隶属于民主党的一个党团会议。该组织代表民主党内的进步派。该组织成立于1991年，此后不断发展，成为美国众议院中第二大民主党党团会议。  
截至2024年7月19日，该组织共有98名成员（95名有投票权的众议员、1名无投票权代表和1名参议员），按有投票权议员的数量计算，它是众议院民主党党团会议中第二大意识形态党团会议，仅次于新民主联盟。该组织现由众议员格雷格·卡萨尔（来自得克萨斯州）担任主席。此外，该组织还与“国会政治党团会议”政治行动委员会有关联，该委员会由该组织的成员领导。